# Tilgnerbrunnen

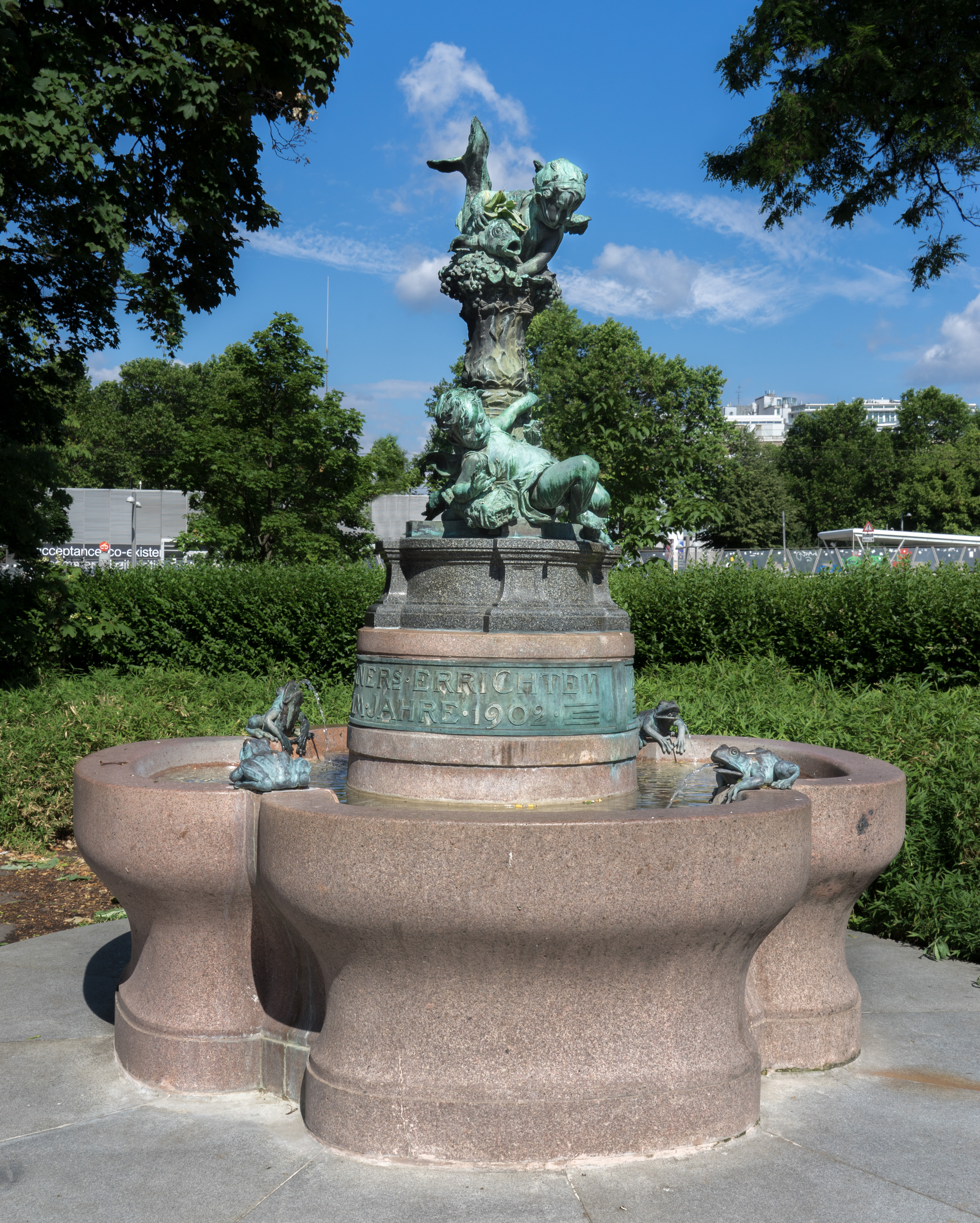
Der Tilgnerbrunnen in Wien

Der Tilgnerbrunnen (auch: Froschbrunnen) ist ein Brunnen im Resselpark am Karlsplatz im 4. Wiener Gemeindebezirk Wieden.

## Gestaltung
Der Tilgnerbrunnen wurde 1902 zur Erinnerung an den Bildhauer Viktor Tilgner anhand eines aus seinem Nachlass stammenden Originalmodells errichtet und steht heute unter Denkmalschutz (Listeneintrag). Im Zentrum der Granit-Brunnenschale befindet sich ein Sockel mit der Inschrift „Zum Andenken Viktor Tilgners errichtet von der Gemeinde Wien im Jahre 1902“. Auf diesem Sockel steht eine Bronzeskulptur mit zwei Putten, die Wasserspeier in Form eines Fisches bzw. einer Gans halten. Am Rand des Brunnenbeckens befinden sich vier Bronzeplastiken, die wasserspeiende Frösche darstellen.